# تیم ملی فوتبال زیر ۲۱ سال اتریش
تیم ملی فوتبال زیر ۲۱ سال اتریش (انگلیسی: Austria national under-21 football team) یا تیم ملی فوتبال جوانان اتریش، نماینده کشور اتریش در مسابقات فوتبال جوانان اروپا و جهان است که زیر نظر اتحادیه فوتبال اتریش فعالیت می‌کند.